# Mythgard
 (mai 2021).
Si vous disposez d'ouvrages ou d'articles de référence ou si vous connaissez des sites web de qualité traitant du thème abordé ici, merci de compléter l'article en donnant les références utiles à sa vérifiabilité et en les liant à la section « Notes et références ».
Mythgard est un jeu de cartes à collectionner numérique, développé et édité par Rhino Games. Il est sorti sur Windows, macOS, Android et iOS le 18 septembre 2020.

## Système de jeu
Les cartes sont basées sur six différentes factions, inspirées de différentes mythologies(grecque, scandinave, aztèque, d'Europe de l'Est, perse et asiatique), le tout dans un univers cyberpunk. 

### Cartes
Il existe 4 types de cartes dans le jeu[réf. souhaitée] :
- Créature ;
- Enchantement : elle apporte alors un bonus variable selon l'enchantement utilisé ;
- Sort : elle permet de lancer un sort ayant un effet variable selon le sort utilisé ;
- Artefact : elle se place dans une zone réservée à cet effet, à côté du plateau de jeu, et a un effet variable selon l'artefact utilisé.

### Modes de jeu
Plusieurs modes de jeu sont proposés : PvP, PvE, en un-contre-un ou deux-contre-deux. Des énigmes à résoudre sont également disponibles, et des tournois en ligne sont régulièrement organisés.